# Kim Kwang-suk
Kim Kwang-suk   (Pyongyang, 1964 - Pyongyang, 14 de gener de 2018) va ser una cantant nord-coreana, la solista més famosa del Conjunt Electrònic de Pochonbo i Artista del Poble de la RPDC.

## Biografia
Nascuda a la ciutat de Pionyang l'any 1964. Se sap poc de la seva joventut, però va ser part d'una visita Cos d'Art d'Estudiants i Nens de Pionyang al Japó l'any 1983. L'any 1985 es va unir al Conjunt Electrònic de Pochonbo a petició de Kim Jong Il.
Va rebre per segona vegada l'any 2015 el premi d'artista popular gràcies a la seva participació en el concert "Cançons per a la memòria", al costat d'altres cantants selectes per Kim Jong Un.
El gener de 2018, a 54 anys, va morir a conseqüència d'un infart agut de miocardi. El cap d'Estat, Kim Jong Un, va expressar personalment les seves condolences per la mort del cantant.